# Dirinaria

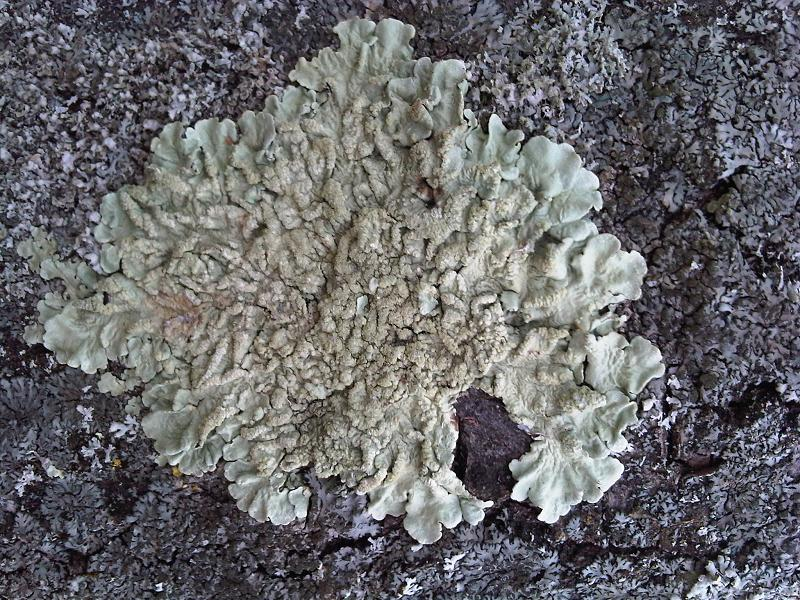
Dirinaria-faj az angliai Királyi Botanikus Kertekben

A Dirinaria a Lecanoromycetes osztályának Teloschistales vagy Lecanorales rendjébe, ezen belül a Physciaceae családjába tartozó nemzetség.

## Tudnivalók
A Dirinaria-fajok széles körben elterjedtek, főleg a trópusi térségekben. Zuzmók részeként élnek.

## Rendszerezés
A nembe az alábbi 42 faj tartozik:
- Dirinaria adscensionis (Ach.) C.W. Dodge, 1971
- Dirinaria aegialita (Afzel.) B.J. Moore, 1968
- Dirinaria africana D.D. Awasthi, 1975
- Dirinaria applanata (Fée) D.D. Awasthi, 1970
- Dirinaria areolata (Vain.) C.W. Dodge, 1971
- Dirinaria ascensionis (Müll. Arg.) C.W. Dodge, 1971
- Dirinaria autenboeri C.W. Dodge, 1973
- Dirinaria batavica D.D. Awasthi, 1975
- Dirinaria caesiopicta Nyl.
- Dirinaria coccinea (Müll. Arg.) D.D. Awasthi, 1975
- Dirinaria complicata D.D. Awasthi, 1975
- Dirinaria confluens (Fr.) D.D. Awasthi, 1975
- Dirinaria confusa D.D. Awasthi, 1975
- Dirinaria consimilis (Stirt.) D.D. Awasthi, 1970
- Dirinaria devertens (Nyl.) C.W. Dodge, 1971
- Dirinaria endopyxinea (Müll. Arg.) C.W. Dodge, 1971
- Dirinaria flava (Müll. Arg.) C.W. Dodge, 1971
- Dirinaria flavicans (Müll. Arg.) C.W. Dodge, 1971
- Dirinaria frostii (Tuck.) Hale & W.L. Culb., 1970
- Dirinaria inelegans (Hue) C.W. Dodge, 1971
- Dirinaria isidiophora (Abbayes) C.W. Dodge, 1971
- Dirinaria leoniae (Hue) C.W. Dodge, 1973
- Dirinaria leopoldii (Stein) D.D. Awasthi, 1975
- Dirinaria melanocarpa (Müll. Arg.) C.W. Dodge
- Dirinaria melanoclina (C. Knight) D.D. Awasthi, 1975
- Dirinaria mikawensis Kashiw., 1975
- Dirinaria minuta Kalb, 2001
- Dirinaria mozambica C.W. Dodge, 1971
- Dirinaria naggarana (Kremp.) D.D. Awasthi, 1975
- Dirinaria neotropica Kalb, 2004
- Dirinaria palmarum (Vain.) C.W. Dodge, 1971
- Dirinaria papillulifera (Nyl.) D.D. Awasthi, 1964
- Dirinaria persoredians (Nyl.) D.D. Awasthi, 1964
- Dirinaria picta (Sw.) Clem. & Shear, 1931 - típusfaj
- Dirinaria pruinosa Kalb, 2001
- Dirinaria purpurascens (Vain.) B.J. Moore, 1968
- Dirinaria robsonii C.W. Dodge, 1971
- Dirinaria rupicola (Bagl.) C.W. Dodge, 1971
- Dirinaria sekikaica Elix, 2008
- Dirinaria singularis (Hue) C.W. Dodge, 1971
- Dirinaria subconfluens (Fr.) D.D. Awasthi, 1975
- Dirinaria subpicta (Nyl.) C.W. Dodge, 1971

## Fordítás
- Ez a szócikk részben vagy egészben  a   Dirinaria című angol Wikipédia-szócikk ezen változatának fordításán alapul.  Az eredeti cikk szerkesztőit annak laptörténete sorolja fel. Ez a jelzés csupán a megfogalmazás eredetét és a szerzői jogokat jelzi, nem szolgál a cikkben szereplő információk forrásmegjelöléseként.